# Kryptopterus macrocephalus
Kryptopterus macrocephalus és una espècie de peix de la família dels silúrids i de l'ordre dels siluriformes.

## Morfologia
Els mascles poden assolir els 9,7 cm de llargària total.

## Distribució geogràfica
Es troba a Indonèsia, Malàisia i Brunei.